# Antoine Martinez (football)
Pour les articles homonymes, voir Antoine Martinez et Martinez.
Antonio Martinez, plus connu en France en tant qu'Antoine Martinez, né le 7 décembre 1959 à Grenade (Espagne), est un footballeur espagnol, naturalisé français. 
Au poste de milieu de terrain, il dispute plus de 200 matchs de première division du championnat de France, dont il remporte le titre en 1984 et 1985 avec les Girondins de Bordeaux.

## Biographie
Né en Espagne mais naturalisé français, Martinez fait ses débuts professionnels en France à l'AS Béziers, club de D2, de 1977, à 18 ans. Après quatre saisons pleines, il est recruté par les Girondins de Bordeaux, l'un des plus grands clubs de France avec lequel il remporte deux fois le championnat de France, en 1983-1984 1984-1985.
En 1985, il signe à l'Olympique de Marseille en même temps que son coéquipier Michel Audrain. Au bout d'une première saison comme titulaire, il perd la finale de la Coupe de France dont il a provoqué pourtant l'ouverture du score en obtenant un pénalty. Il connaît pourtant dans la foulée une année quasi blanche. Il rejoint alors l'AS Cannes, autre club de l'élite, et y reste jusqu'en 1990. Il termine sa carrière sur deux dernières années au FC Istres, en D2.

## Palmarès
- Champion de France en 1984 et 1985 avec les Girondins de Bordeaux
- Finaliste de la Coupe de France en 1986 avec l'Olympique de Marseille